# Sint-Lambertuskerk (Beverlo)

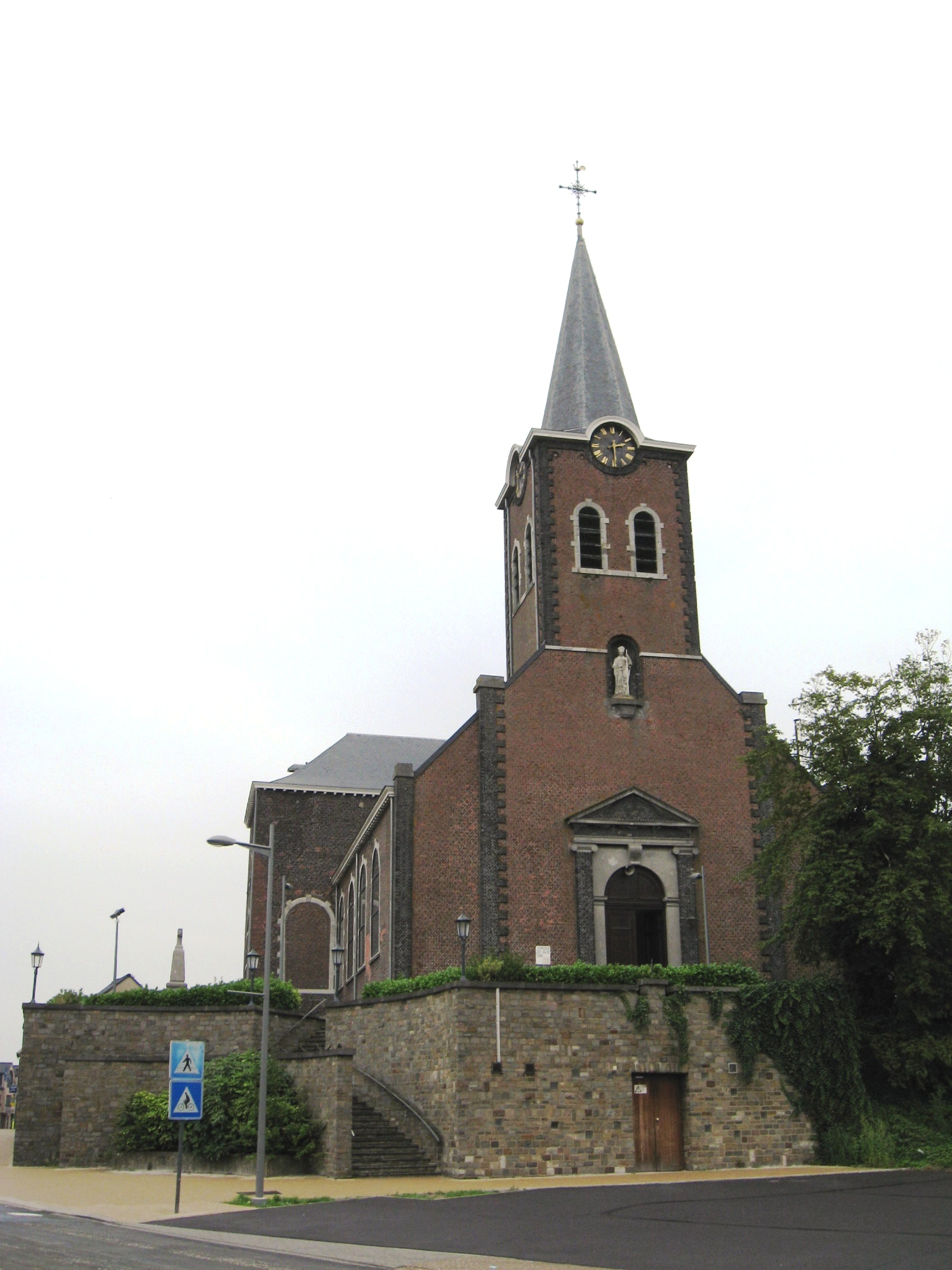
De Sint-Lambertuskerk

De Sint-Lambertuskerk is de parochiekerk van Beverlo, die zich bevindt aan Beverlo-Dorp en is gelegen op een kunstmatige heuvel.
Het classicistische bakstenen gebouw dateert van 1788 en werd gebouwd nadat de vorige kerk door brand was verwoest. In 1835 bleek de kerk zwaar vervallen te zijn; tussen 1838 en 1842 werd ze hersteld door architect Lambert Jaminé, die ook de 43 m lange muur om de begraafplaats deed oprichten. Het is een driebeukige kerk met ingebouwde westtoren en een hoofdingang met fronton.
In 1940 werd de kerk zwaarbeschadigd, en werd in 1958 gerestaureerd door Gustaaf Daniëls. Hierbij werd een nieuwe doopkapel en sacristie toegevoegd.

## Kerkmeubilair
De kerk bezit drie barokaltaren uit het begin van de 18e eeuw, een rococo credenstafel uit ongeveer 1750, een biechtstoel uit het einde van de 18e eeuw. Daarnaast tal van heiligenbeelden uit de 15e, 16e, en 17e eeuw. Ook zijn er schilderijen (Onze-Lieve-Vrouw van de Rozenkrans en Sint-Rochus) uit omstreeks 1700. De kerkschat omvat onder meer liturgisch zilverwerk uit de 17e en 18e eeuw.
De glas-in-loodramen dateren van 1955 en werden vervaardigd door Roger Daniëls.
Het 18e-eeuwse orgel uit de Luikse school, waarvan de maker onbekend is, werd in 2012 gerestaureerd. Ook de kruiswegstaties uit 1888, bestaande uit gepolychromeerde gipsen beelden, werden gerestaureerd.